# Sonangol
Sonangol (Portugees: Grupo Sonangol) is een Angolees staatsbedrijf dat betrokken in bij de olie- en gaswinning in het land. Het is actief in de hele energieketen van de olie- en gasbron, het transport, de raffinage en distributie naar de uiteindelijke klant.

## Geschiedenis
Kort voor de onafhankelijkheid van Portugal werd in 1976 ANGOL (ANGOL Sociedade de Lubrificantes e Combustíveis Sarl), opgericht in 1953 als een dochteronderneming van het Portugese energiebedrijf SACOR, genationaliseerd. Het werd vervolgens gesplitst in Sonangol en Direcção Nacional de Petróleos. Alle aandelen van Sonangol zijn in handen van de overheid en het heeft als belangrijkste taak het belang van de staat bij de olie- en gaswinning in Angola te behartigen. 
Tijdens de lange burgeroorlog verkochten diverse maatschappijen hun activiteiten in het land aan Sonagol. Veel personeel ging mee over, maar desondanks kampte Sonanagol met een tekort aan gekwalificeerd personeel. Het bedrijf stuurde werknemers naar ENI in Italië en Algerije om daar opgeleid te worden. Het bedrijf werkt tegenwoordig intensief samen met grote internationale oliemaatschappijen als Texaco, Total, Shell en ExxonMobil.

## Activiteiten
In 2016 werden in Angola 630 miljoen vaten aardolie geproduceerd, dit waren 1,7 miljoen vaten per dag. Bijna alle olie wordt voor de kust gewonnen, de winning op land is minimaal. Bijna 97% van de oliewinning werd door buitenlandse maatschappijen gerealiseerd. Sonangol heeft wel recht op een deel van de productie en het aandeel was 87 miljoen vaten olie in 2016. De enige raffinaderij van Sonangol is de Refinaria de Luanda met een capaciteit van 65.000 vaten olie per dag. Binnen Angola heeft het bedrijf een hoog marktaandeel met betrekking tot de distributie van brandstoffen. In 2016 telde het bedrijf bijna 8000 medewerkers.
Per eind 2016 hield Sonagol – indirect – een aandelenbelang van 15% in het Portugese energiebedrijf Galp Energia.
Vanaf medio 2016 was Isabel dos Santos, de dochter van president José Eduardo dos Santos, de voorzitter bij het bedrijf. Na de machtswisseling ontsloeg de nieuwe president João Lourenço op 15 november 2017 Isabel dos Santos. Haar vervanger is Carlos Saturnino Guerra Sousa e Oliveira.
Op 28 juli 2021 werd een geheim vonnis bekend van het Nederlands Arbitrage Instituut (NAI). Isabel dos Santos is volgens de NAI de eigenaar van Exem Energy. In 2006 is Exem Energy volgens het arbitragetribunaal op onwettige en corrupte wijze in bezit gekomen van een aandelenbelang van 6% in Galp Energia. Volgens de uitspraak moet dit pakket aandelen, met een waarde van € 422 miljoen, worden overgedragen aan Sonangol.